# 天使长主教座堂
天使长主教座堂（羅馬化：Arkhangelsky sobor）是一座敬礼米迦勒的东正教教堂，位于俄罗斯莫斯科克里姆林宫内的大教堂广场，介于大克里姆林宫与伊凡大帝钟楼之间。它是历代沙皇的主要墓地，直到迁都圣彼得堡。
它由意大利建筑师Aleviz Fryazin Noviy兴建于1505年到1508年，原址的旧堂建于1333年。